# Toray Pan Pacific Open 1992
Toray Pan Pacific Open 1992 — жіночий тенісний турнір, що проходив на закритих кортах з килимовим покриттям Токійського палацу спорту в Токіо Японія. Належав до турнірів 2-ї категорії в рамках Туру WTA 1992. Це був 9-й турнір Pan Pacific Open. Тривав з 28 січня до 2 лютого 1992 року. Перша сіяна Габріела Сабатіні здобула титул в одиночному розряді й отримала 70 тис. доларів США, а також 300 рейтингових очок.

## Фінальна частина

### Одиночний розряд
Габріела Сабатіні —   Мартіна Навратілова 6–2, 4–6, 6–2
- Для Сабатіні це був 2-й титул в одиночному розряді за рік і 22-й — за кар'єру.

### Парний розряд
Аранча Санчес Вікаріо /  Гелена Сукова  —  Мартіна Навратілова /  Пем Шрайвер 7–5, 6–1